# Karbethopendecinium-bromid
Karbethopendecinium-bromid (systematický název [1-(ethoxykarbonyl)pentadecyl]trimethylamoniumbromid, C21H44BrNO2) je kvartérní amoniová sloučenina používaná jako antiseptikum a dezinfekční látka. Za běžných podmínek jde o bílý až nažloutlý prášek, jehož vodný roztok při protřepání silně pění. Je snadno rozpustný ve vodě, ethanolu a chloroformu.
Karbethopendeciniumbromid je účinnou látkou antiseptických a dezinfekčních přípravků prodávaných pod značkami Septonex (též přípravky Ophtalmo-Septonex, Mukoseptonex a další) a Otipur, v malém množství je též pomocnou látkou řady dalších přípravků.
Vzhledem k nařízení EU č.1223/2009 v platném znění se nesmí používat do kosmetických přípravků, výrobky s karbethopendeciniumbromidem spadají do kategorie léčiv.